# Pogonogaster tristani
Pogonogaster tristani är en bönsyrseart som beskrevs av Rehn 1918. Pogonogaster tristani ingår i släktet Pogonogaster och familjen Thespidae. Inga underarter finns listade i Catalogue of Life.